# Ursavini
Ursavini je izumrli tribus sisavaca iz porodice Ursidae (medvjedi). Bili su endemični za Sjevernu Ameriku, Europu, Afriku i Aziju, a živjeli su od miocena do pliocena, živeći u periodu 23-2,5 Ma, dakle ukupno su postojali oko 20,5 milijuna godina.
Ursavini su u potporodicu Ursinae svrstali Hunt (1998) i Jin i sur. (2007) i u tribus uključili rodove Agriotherium i Ursavus.  Međutim, u radu objavljenom 2014. godine o podrijetlu medvjeda utvrđeno je da je Agriotherium bliži postojećim medvjedima i da bi da neke vrste Ursavus više odgovaralo da budu u zasebnom, ali srodnom rodu Ballusia.